# Црква Св. цара Константина и царице Јелене у Дебрцу
Црква Св. цара Константина и царице Јелене у Дебрцу, насељеном месту на територији општине Владимирци, подигнута је 1941. године и припада Епархији шабачкој Српске православне цркве.
Црква је посвећена Светом цару Константину и његовој мајци Светој царици Јелени и подигнута у спомен краљу Стефану Драгутину, који је једно време поставио Дебрц за престоницу Сремске краљевине (1276–1283), односно тадашње Србије. Црква освећена од епископа шабачко-ваљевског др Симеона 12. јула 1942.
Пре подизања овог храма, између Дебрца и Новог Села је на локалитету „Црквина” постојао манастир задужбина краља Драгутина, а на локалитету „Заветњача” постојала црква „Покајница” краља Драгутина.